# Phillipsburg (Geòrgia)
Phillipsburg és una concentració de població designada pel cens dels Estats Units a l'estat de Geòrgia. Segons el cens del 2000 tenia 887 habitants.

## Demografia
Segons el cens del 2000, Phillipsburg tenia 887 habitants, 319 habitatges, i 221 famílies. La densitat de població era de 1.104,8 habitants/km².
Dels 319 habitatges en un 31% hi vivien nens de menys de 18 anys, en un 33,5% hi vivien parelles casades, en un 31,3% dones solteres, i en un 30,7% no eren unitats familiars. En el 27% dels habitatges hi vivien persones soles el 9,7% de les quals corresponia a persones de 65 anys o més que vivien soles. El nombre mitjà de persones vivint en cada habitatge era de 2,78 i el nombre mitjà de persones que vivien en cada família era de 3,41.
Per edats la població es repartia de la següent manera: un 31% tenia menys de 18 anys, un 8,6% entre 18 i 24, un 28,5% entre 25 i 44, un 20,7% de 45 a 60 i un 11,2% 65 anys o més.
L'edat mediana era de 33 anys. Per cada 100 dones de 18 o més anys hi havia 78,9 homes.
La renda mediana per habitatge era de 18.000 $ i la renda mediana per família de 22.589 $. Els homes tenien una renda mediana de 18.208 $ mentre que les dones 20.398 $. La renda per capita de la població era de 8.237 $. Entorn del 26,3% de les famílies i el 33,6% de la població estaven per davall del llindar de pobresa.

## Poblacions més properes
El següent diagrama mostra les poblacions més properes.